# Jaroslav Celba
Jaroslav Celba (26. prosince 1924 Kramolna u Náchoda – 27. února 2013 Benešov) byl český hudební skladatel a hudebník (klavírista, kytarista a kapelník). Nejrozsáhlejší a zároveň nejznámější část jeho tvorby představuje hudba k večerníčkům a animovaným filmům. Ačkoliv jeho hlavním oborem byla především filmová a scénická hudba, věnoval se i komponování vážné hudby.
Narodil se 26. prosince 1924 jako druhorozený syn (bratři Vladimír a Luboš) účetního v textilce Jaroslava Celby a jeho manželky Boženy, rozené Kozové. V roce 1925 si otec v blízkém Náchodě zřídil vlastní dílnu na stříkaný, později filmový potisk textilu. V roce 1928 se rodina odstěhovala do Náchoda, kde synové docházeli na základní školu ve Starém Městě a později na gymnázium. Jaroslav Celba zde ukončil studium v létě 1942 (sexta) a přestoupil na strojní průmyslovku do Dvora Králové n/L. Na konci války byl totálně nasazen v Náchodě (Metallbauwerke, Zimmermann ung Schilling).
V roce 1939 vznikl v Náchodě swingový orchestr, na jehož založení se kromě kapelníka Miloslava (Zetky) Zachovala podíleli i Pavel (Pápen) Bayerle a Vladimír (Mirek) Celba (starší bratr Jaroslava Celby, *1923). Jaroslav Celba byl jedním z jeho nejmladších členů, kvůli tomu se sám naučil hrát na kytaru. Orchestr se stal předobrazem jazzové kapely známé z tvorby slavnějšího náchodského rodáka a vrstevníka, spisovatele Josefa Škvoreckého (ve skutečnosti Škvorecký v tomto orchestru nikdy nehrál, jako saxofonista působil pouze ve studentském orchestru Red Music, z něhož někteří spolužáci do Zachovalova orchestru postoupili).  Celbovu přezdívku Jarýk Škvorecký v románu Zbabělci (a některých dalších dílech) pozměnil na Harýk.
Postupně se Jaroslav Celba věnoval také hře na klavír, pod vedením náchodské profesorky Středové se připravoval na zkoušky na konzervatoř. Po maturitě na náchodském gymnáziu v létě 1945 začal v Praze studovat chemické inženýrství (Univerzita Karlova a ČVUT). Po kádrových prověrkách v roce 1948 byl z vysoké školy vyloučen (tituly RNDr. a Ing. mu byly uděleny až v roce 1991) a od února 1949 pracoval jako dělník v textilce v Josefově Dole u Mladé Boleslavi, kam se po válce přestěhovali rodiče.
Následně 1.10.1949 nastoupil na vojnu. Již 8. listopadu 1949 byl zatčen a ve vykonstruovaném procesu obviněn z velezrady (neoznámení rozhovoru vrstevníků o variantě emigrace), za což mu jako vojákovi hrozil trest smrti. Při hlavním líčení 21.2.1950 vyšlo najevo, že činy uváděné v obžalobě se staly ještě před nástupem na vojnu, věc tedy byla postoupena civilnímu soudu, kterým byl 13.4.1950 odsouzen ke 2 letům vězení. Trest vykonal ve věznici v Plzni na Borech a v jáchymovském pracovním táboře Barbora. Rehabilitován byl dne 7.11.1990.
Po návratu z vězení a dosluhování vojny pracoval Jaroslav Celba v Praze v dělnických profesích. Hudbě se věnoval po práci, kdy s první manželkou Hanou (rozenou Hartmanovou) rozepisoval partitury pro taneční orchestry, aranžoval a příležitostně skládal taneční hudbu. Na konci 50. let si doplnil hudební vzdělání studiem skladby, dirigování a hudební teorie na Lidové konzervatoři (večerní kurzy pro pracující), kde mezi jeho pedagogy patřili Vadim Petrov a Emil Hradecký.
V roce 1960 založil Taneční orchestr Jaroslava Celby, který vystupoval na plesech, tanečních zábavách a jako hotelový orchestr. Od počátku 60. let spolupracoval s režisérem a výtvarníkem Zdeňkem Smetanou, s nímž bydlel ve stejném domě. Nejprve šlo o hudbu k jeho autorským krátkým filmům (Zdraví místo centů, Jediná radost, Romaneto, Voda čerstvosti), následně o večerníček Pohádky z mechu a kapradí (premiéra první řady 1968). Fenomenální úspěch titulní melodie umožnil autorovi vstup na profesionální dráhu (její písňovou verzi později nahrál orchestr Václava Hybše s Karlem Gottem pod názvem Cestu znám jen já, autorem textu byl Ivo Fischer).
V 70. a 80. letech složil hudbu k řadě večerníčků realizovaných v Praze (Příhody kluka z plakátu, Štaflík a Špagetka, O makové panence, Šavlojedy, Byla jednou koťata, O hajném Robátkovi a jelenu Větrníkovi, Ťuk a Bzuk, aj.) a v Bratislavě (Pásli ovce valaši, V chalúpke a za chalúpkou, Maťo a Klinček,  Deduško večerníček – znělka slovenského večerníčku aj.). Hudbu skládal i v programové větvi Krátkého filmu pro řadu režisérů (Všehochlup, Drátovat, flikovat, Toulavé telátko, Namalovaná písnička, Duhový koberec, Sněhová královna aj.), gottwaldovskou produkci (Rozpustilí bráškové, Prak darebák aj.) a pro v Praze působícího amerického režiséra Gene Deitche (Klobouk, Svatba prasátek aj.). V žánru hraného filmu se uplatnil v seriálech Nikto nie je doma, Jedno malé sídlisko a Zázračné paličky. Celosvětový věhlas mu zajistila hudba ke „klasické“ animované Miffy Dicka Bruny, kterou režíroval Gene Deitch.
Filmová hudba Jaroslava Celby vychází z lidových kořenů, inspirací mu bylo pozorování venkovských muzikantů při tancovačkách v hospodě na Kramolně, kterou v jeho dětství vlastnili prarodiče. Odpovídá tomu volba nástrojů, rytmické spektrum, malebná melodičnost s prvky humoru. Dle charakteru obrazové předlohy dokázal do hudebního doprovodu doplnit originální prvky (jazzové, lovecké, folklórní, orientální). Výsledkem byla srozumitelnost a obliba i u dětského publika. Jaroslav Celba skládal také orchestrální hudbu (smyčcový kvartet Harlekýn, baletní pohádky Děvčátko se sirkami a O dvanácti měsíčkách, La Habanera, Hra na slepou bábu aj.), v závěru života složil 2 mše věnované rodnému městu (Náchodská mše pro sv. Vavřince – klasický latinský text, Náchodská mše vánoční – text Libor Volný).    
Dne 6.4.2005 se stal čestným občanem města Náchoda. V roce 2009 převzal čestné uznání za přínos české kultuře při oslavách 90 let svazu OSA. O dva roky později v roce 2011 jej svaz OSA vyhlásil nejúspěšnějším autorem v zahraničí. Podle statistik z února 2013 patřil mezi dvacet nejúspěšnějších skladatelů za posledních 20 let. Ochranný svaz autorský (OSA) eviduje 227 děl, u nichž je autorem nebo spoluautorem. Jaroslav Celba zemřel v benešovské nemocnici 27. února 2013, pochován je na hřbitově v Mnichovicích. Autorizovaný životopis Jaroslava Celby byl knižně vydán v roce 2014 (Jaroslav Celba: Melodie, které zná každý).